# Coll de Fins
El Coll de Fins és una collada dels contraforts nord-orientals del Massís del Canigó, a 896,5 metres d'altitud, en el límit dels termes comunals d'Escaró, Fullà i Saorra, tots tres a la comarca del Conflent, de la Catalunya del Nord.
Està situat a la zona oriental del terme d'Escaró, a l'extrem sud-oest del de Fullà i al nord-oest del de Saorra. És a prop i a llevant del poble d'Aituà. A prop al nord del coll hi ha els Dòlmens del Pla d'Arques.